# 데니스 어윈
데니스 조지프 어윈(영어: Denis Joseph Irwin, 1965년 10월 31일 ~ )은 1983년부터 2004년까지 활동했던 아일랜드의 은퇴한 축구 선수이다. 그는 알렉스 퍼거슨의 맨체스터 유나이티드에서 12 시즌 동안 활약하면서 성공적인 시즌을 보냈고, 그 외에도 리즈 유나이티드, 올덤 애슬레틱, 울버햄프턴 원더러스에서 활약한 바 있다. 또한 그는 1994년 FIFA 월드컵에서 아일랜드 축구 국가대표팀의 일원으로 활약했으며 팀의 16강 진출에 일조하였다.

## 수상

### 클럽
맨체스터 유나이티드
- 프리미어리그 (7): 1992–93, 1993–94, 1995–96, 1996–97, 1998–99, 1999–2000, 2000–01
- FA 컵 (3): 1993–94, 1995–96, 1998–99
- 리그 컵 (1): 1991–92
- 채리티 실드 (5): 1990, 1993, 1994, 1996, 1997
- UEFA 챔피언스리그 (1): 1998–99
- 컵위너스컵 (1): 1990–91
- 유러피언 슈퍼컵 (1): 1991
- 인터콘티넨털컵 (1): 1999

울버햄프턴 원더러스
- 1부 리그 플레이오프 (1): 2003

### 개인
- PFA 베스트 11 (2) : 1993/94, 1998/99
- 프리미어리그 10년간 역대 올스타팀 – 프리미어리그 10 시즌 어워드 (1992/3 – 2001/2)
- PFA 세기의 팀 (1997–2007): 2007[1]